# Mohamed Bouchareb
 (janvier 2018).
Si vous disposez d'ouvrages ou d'articles de référence ou si vous connaissez des sites web de qualité traitant du thème abordé ici, merci de compléter l'article en donnant les références utiles à sa vérifiabilité et en les liant à la section « Notes et références ».
Pour les articles homonymes, voir Bouchareb.
Mohamed Bouchareb est un boxeur de muay-thaï franco-marocain né à Agadir en 1986. 
Il est notamment pensionnaire du Team Chouk Muay.

## Biographie
À 17 ans, il remporte les championnats de France. En 2006, âgé de 18 ans, il obtient la médaille de bronze aux championnats du monde amateur.   
Il est champion de France professionnel dans la catégorie de poids de moins de 54 kg deux ans de suite. Il conservera son titre une troisième fois malgré une blessure.
Il part en Thaïlande pour un an l'année suivante, avant de revenir en 2011. Il remportera les championnats de France en 2011
.
En 2013, il est champion d'Europe,. 
L'année suivante il remporte la ceinture Mondial Venum en Thaïlande[réf. nécessaire].

## Palmarès
Bouchareb comptabilise 76 combats pour 61 victoires, 14 défaites et 1 nul en pro[réf. nécessaire].

### Titres professionnels
- 2014 : Champion du Monde Venum
- 2013 : Champion d'Europe WBC
- 2012 : Champion de France
- 2011 : Champion de France
- 2008 : Champion de France
- 2007 : Champion de France
- 2006 : Champion de France

### Titres amateurs
- 2004-2005 : Champion de France
- 2001-2002 : Champion de France Éducatif